# Дойс-Риашус
Дойс-Риашус (порт. Dois Riachos)  —  муниципалитет в Бразилии, входит в штат Алагоас. Составная часть мезорегиона Сертан штата Алагоас. Входит в экономико-статистический  микрорегион Сантана-ду-Ипанема.